# Neymar
Neymar da Silva Santos Júnior (født 5. februar 1992 i Mogi das Cruzes, São Paulo, Brasilien), kendt som Neymar, er en brasiliansk fodboldspiller, der spiller som angriber for Saudi Professional League-klubben Al-Hilal, hvortil han kom fra Paris Saint-Germain efter seks sæsoner i denne klub.
Han fik debut for Brasiliens fodboldlandshold i august 2010 og overtog i 2023 Pelés rekord som den mest scorende spiller på det brasilianske landshold. 

## Karriere

### Santos FC
Neymar blev født i byen Mogi das Cruzes i delstaten São Paulo. I 2003 flyttede Neymar og familien til Santos i samme delstat. Her fik han en ungdomskontrakt hos klubben Santos FC, hvorefter Neymar startede på klubbens ungdomsakademi. 
Den 9. marts 2009, kort tid efter sin 17 års fødselsdag, fik Neymar debut som professionel fodboldspiller, da han spillede de sidste 30 minutter af Santos FCs kamp mod Oeste. I den første sæson spillede han 48 kampe og scorede 14 mål for klubben. Her af var de 33 kampe og ti mål i Série A, og resten var i de to brasilianske pokalturneringer.
I 2010 spillede Neymar 31 ligakampe og scorede 17 mål, i mens det blev til 27 pokalkampe og 25 mål. I 2011-sæsonen blev Neymar noteret for 47 kampe og 24 mål for Santos FC i forskellige turneringer. 
I november 2011 forlængede Santos FC og Neymar kontrakten, så den nu var gældende til 2015. Dette skete efter at der havde floreret mange rygter om et skifte til flere forskellige europæiske storklubber.

## FC Barcelona
I sommeren 2013 skiftede Neymar til den spanske storklub FC Barcelona. Han blev præsenteret som ny Barcelona-spiller den 3. juni 2013. Kontrakten i Barcelona lød på fem år. Han udtalte efterfølgende: "Det er en ære at få lov til at spille sammen med Xavi, Andrés Iniesta og Lionel Messi.  

## Landshold
Neymar blev den 26. juni 2010 af landstræner Mano Menezes, udtaget til Brasiliens fodboldlandsholds venskabskamp mod USA, der skulle spilles 10. august i East Rutherford i New Jersey. Neymar debuterede for landsholdet og scorede  efter 28 minutter et debutmål, i Brasiliens 2-0 sejr.
Han blev den 8. september 2023 topscorer for Brasiliens landshold, da han scorede sit mål nr. 78 (og senere i kampen nr. 79) for Brasilien, hvorved han slog Pelés hidtidige rekord.

## Hæder

### Personlige
- Campeonato Paulista – Bedste unge spiller (1): 2009
- Campeonato Paulista – Bedste angriber (2): 2010, 2011
- Campeonato Paulista – Bedste spiller (2): 2010, 2011

### Klub

#### Santos
- Copa do Brasil (1): 2010
- Campeonato Paulista (2): 2010, 2011
- Copa Libertadores (1): 2011, 2012

### Landshold
- De Sydamerikanske ungdomsmesterskaber (1): 2011